# Assemblée nationale (Haïti)
Pour les autres articles nationaux ou selon les autres juridictions, voir Assemblée nationale.
Assemblée actuellement dissoute
L'Assemblée nationale (en créole haïtien : Asanble Nasyonal) est le nom donné à la réunion des deux chambres du parlement de la république d'Haïti. Ses deux chambres sont :
- la chambre haute, le Sénat de la République ;
- la chambre basse, la Chambre des députés.

Elle est présidée de facto par le président du Sénat.
À partir du 13 janvier 2020, le mandat de la totalité des députés et de deux tiers des sénateurs prend fin, le Parlement n'est de fait plus en mesure de fonctionner. Les dix derniers sénateurs encore en fonction ont vu leur mandat s'achever début janvier 2023 sans être remplacés.

## Palais législatif
L'Assemblée nationale siégeait normalement à Port-au-Prince au Palais législatif. Cependant, ce bâtiment inauguré le 11 janvier 1967 en présence de Jimmy Mongerard et Yayas a été détruit totalement par le séisme du 12 janvier 2010. L'Assemblée nationale siège donc dans des locaux provisoires, en attendant la construction d'un nouveau palais sur le site initial. La pose de la première pierre a été effectuée le 27 décembre 2012. Néanmoins, aucune date n’a été communiquée pour le démarrage des travaux qui devraient durer deux ans.